# Покісниця кострицеподібна
Покісниця кострицеподібна (Puccinellia festuciformis) — вид трав'янистих рослин з родини злакові (Poaceae), поширений у північно-західній Африці, по всьому півдні Європи, у Туреччині.

## Опис
Багаторічна рослина 35–90 см заввишки. Листові піхви відкриті на більшій частині своєї довжини. Лігула 2–4 мм завдовжки. Листові пластини 7–22 см завдовжки, 1–2.5 мм завширшки; верхівки загострені. Волоть довгаста, 12–21 см завдовжки, 3–8 см шириною. Гілочки волоті шершаві. Пиляків 3; 2–2.5 мм завдовжки.

## Поширення
Поширений у пн.-зх. Африці, по всьому півдні Європи, у Туреччині.